# 京山幸太
京山 幸太（きょうやま こうた、1994年5月9日 - ）は、日本の浪曲師。公益社団法人浪曲親友協会および、ソニー・ミュージックアーティスツ（SMA）所属。

## 略歴・人物
兵庫県加古川市出身。2013年、関西外国語大学在学中に2代目京山幸枝若に入門。2014年5月、国立文楽劇場「浪曲錬声会」で初舞台を踏み、2015年1月に大阪市立阿倍野区民センターで披露口上。以降、上方浪曲の新鋭として注目される。
2019年3月、旭堂南龍・桂紋四郎・松井宗豊・竹本碩太夫・鶴澤燕二郎・林本大・今村哲朗らと講談・落語・浪曲・茶道・能楽・文楽による上方伝統文化芸能若手中堅ユニット「霜乃会（そうのかい）」結成に参加。同年3月には、浪曲師として初めてR-1ぐらんぷりに出場。同年9月1日付で、SMAへ所属。同月27日、神戸新開地・喜楽館にて「“超”新作浪曲」と題する自作「ギャルサー」を初披露。
SMA所属以降、「きらちゃん」の名義で同事務所の劇場「Beach V」に出演し、コントなどを披露している。R-1グランプリ2023では準々決勝に進出した。
性自認はLGBTQのジェンダーフルイド(gender fluid)と公表している。

## 受賞歴
- 2022年 - 令和4年度文化庁芸術祭新人賞[8]
- 2023年 - 令和5年度「咲くやこの花賞」大衆芸能部門［浪曲］[9]
- 2023年　大阪文化祭賞奨励賞